# J. Paul Boehmer
J. Paul Boehmer (Dayton, 30 de outubro de 1965) é um ator norte-americano. Ele é mais conhecido por ter interpretado diversos personagens nas séries Star Trek: Deep Space Nine, Star Trek: Voyager e Star Trek: Enterprise.

## Filmografia

### Televisão
| Ano       | Título                     | Papel                           | Nota                                                       |
| --------- | -------------------------- | ------------------------------- | ---------------------------------------------------------- |
| 1998      | Star Trek: Voyager         | Oficial alemão da Schutzstaffel | Episódios: "The Killing Game" e "The Killing Game: Part 2" |
| 1998      | Star Trek: Voyager         | One                             | Episódio: "Drone"                                          |
| 1999      | Star Trek: Deep Space Nine | Vornar                          | Episódio: "Tacking Into the Wind"                          |
| 2001      | The Lot                    |                                 | Episódio: "New Mogul in Town"                              |
| 2001      | Frasier                    | Neil                            | Episódio: "Semi-Decent Proposal"                           |
| 2002      | Judging Amy                | Wayne Leavitt                   | Episódio: "Roses and Truth"                                |
| 2002      | Star Trek: Enterprise      | Mestral                         | Episódio: "Carbon Creek                                    |
| 2004      | Star Trek: Enterprise      | Oficial                         | Episódio: "Zero Hour"                                      |
| 2004      | Star Trek: Enterprise      | Agente da Schutzstaffel         | Episódio: "Storm Front"                                    |
| 2005      | Everyone's Depressed       | Dr. Field                       | Curta-metragem                                             |
| 2005      | Numb3rs                    | Agente líder da equipe do FBI   | Episódio: "Uncertainty Principle"                          |
| 2008      | The Delivery               | David Copperfield               | Curta-metragem                                             |
| 2009      | Nip/Tuck                   | Doutor de Criogenia             | Episódio: "Giselle Blaylock & Legend Chandler"             |
| 2009      | The Mentalist              | Paciente                        | Episódio: "Miss Red"                                       |
| 2009      | The Forgotten              | Frank Scola                     | Episódio: "Prisioner Jane"                                 |
| 2009      | Three Rivers               | Dr. Gold                        | Episódio: "A Roll of the Dice"                             |
| 2010      | Kadís                      | Dr. Mulroney                    | Curta-metragem                                             |
| 2011      | Medium                     | Advogado 1                      | Episódio: "Me Without You"                                 |
| 2011      | House, M.D.                | Marido                          | Episódio: "You Must Remember This"                         |
| 2011      | I'm in the Band            | Bill                            | Episódio: "Don't Date the Principal's Daughter"            |
| 2011      | 90210                      | Pai rico                        | Episódio: "Project Runaway"                                |
| 2014      | What's Cookin'?            | Andrew Kenyon                   | Curta-metragem                                             |
| 2004-2005 | The Young and the Restless | Dr. Cutler                      | 12 episódios                                               |
| 2017      | Colony                     | Tim Lawes                       | Episódio: "Eleven.Thirteen"                                |
| 2017      | Feud                       | Leonard                         | Episódio: "Abandoned"                                      |
| 2017      | The Orville                | Embaixador Navariano            | Episódio: "Cupid's Dagger"                                 |

### Cinema
| Ano  | Título                  | Papel                            | Nota |
| ---- | ----------------------- | -------------------------------- | ---- |
| 1999 | The Thomas Crown Affair | Detetive do Museu                |      |
| 2004 | Lost                    | Guru de áudio                    |      |
| 2006 | The Good German         | Assistente da imprensa britânica |      |
| 2010 | Skyline                 | Colin                            |      |

### Video Game
| Ano  | Título                     | Papel                                                     | Nota              |
| ---- | -------------------------- | --------------------------------------------------------- | ----------------- |
| 2000 | Star Trek: Klingon Academy | Melkor                                                    |                   |
| 2002 | Star Trek Bridge Commander | Gul Sek / Captião Joshua Martin / Embaixador Saalek (voz) |                   |
| 2015 | Nevermind                  | Cliente (voz)                                             |                   |
| 2017 | Call of Duty: WWII         | Voz                                                       | Como Paul Boehmer |